# Fannia triaenocerca
Fannia triaenocerca är en tvåvingeart som beskrevs av Xue och Yang 2000. Fannia triaenocerca ingår i släktet Fannia och familjen takdansflugor.
Artens utbredningsområde är Zhejiang (Kina). Inga underarter finns listade i Catalogue of Life.